# هلان (مهر أنرود)
هلان (بالفارسية: هلان) هي قرية تقع في إيران في قسم مهرانرود الجنوبي الريفي. يقدر عدد سكانها بـ 346 نسمة .